# 百器徒然袋――風
『百器徒然袋――風』（ひゃっきつれづれぶくろ かぜ）は、講談社から刊行された京極夏彦の妖怪探偵小説集。百鬼夜行シリーズ「番外編」となる3作品を集めたミステリー中編集。タイトルは鳥山石燕の画集『百器徒然袋』から採られ、題材となる妖怪も同著から取り入れられている。

## 出版経緯
出版収録にあたり、初出版に加筆・訂正。
- 2004年（平成16年）7月 講談社ノベルスより探偵小説『百器徒然袋――風』刊行
- 2007年（平成19年）10月 講談社文庫より『百器徒然袋――風』が刊行

## 概要
「百鬼夜行シリーズ」では主要ながらも脇役の位置におかれていた登場人物・榎木津礼二郎を主人公とした中編集『百器徒然袋』の第2弾で『百器徒然袋――雨』の続編にあたる。とはいえ、ミステリーの解題と解説は本編と同じく中禅寺秋彦の役割となっている。同シリーズからは他にも登場している人物が多数いる。掲載作品の時系列は『邪魅の雫』の後にあたり、前作と同じく、シリーズ本編よりコミカルタッチの作品集。また「面霊気」は、『巷説百物語シリーズ』の世界ともリンクしている。
2006年10月～2007年3月にABCラジオ（朝日放送）をキーステーションにして『百器徒然袋』の題で「百器徒然袋――雨」と合わせてラジオドラマが放送された。

## 主な登場人物
榎木津 礼二郎（えのきづ れいじろう）
薔薇十字探偵社の天衣無縫で破天荒な、美貌の探偵。人の記憶が見えるという能力を持つ。
本島 俊夫（もとしま としお）
本作の一連の物語の語り部。電気会社に勤務する電気工事の図面引き。前作の「鳴釜」で薔薇十字探偵社に依頼してから、事件に巻き込まれては、榎木津に下僕扱いされている。常にその場しのぎの名で呼ばれており、本作の最後で、ようやく姓名が出揃った。
安和 寅吉（やすかず とらきち）
薔薇十字探偵社の秘書兼榎木津の身の回りの世話係。呼び名は「和寅」（かずとら）。
益田 龍一（ますだ りゅういち）
薔薇十字探偵社の探偵助手。瑣末で地味な依頼を担当している。元警官。
中禅寺 秋彦（ちゅうぜんじ あきひこ）
中野の古本屋「京極堂」店主。神主でもあり、また憑物落としも行う。榎木津の友人。
近藤 有嶽（こんどう ゆうがく）
本島の友人。売れない紙芝居画家。本島とは同じアパートの別の部屋に住んでいる。剛い髭に肥え気味の石川五右衛門か日本駄右衛門のような盗賊、或いは狸か熊か達磨のような豪快な姿だが、その割に嫌味で絵に描いたような俗物で、不精な割に妙に神経質。他人の年齢を値踏みするのが得意。
凝り性で、作家性や独自性に拘泥する質。単に痛快な勧善懲悪モノでは気が済まず、何事もリアリズムが必要だと構図や設定、筋立てなどを異常に複雑にしてしまい、しばしば子供が泣くいて魘される程残虐で悲惨な作品を描きあげては打ち切りになる。変梃な資料ばかりを無駄に集めて溜め込むので、押入れの中は異郷と化している。絵元から探偵モノの活劇を依頼され、本島を通じて紙芝居のネタとして榎木津の事件に興味を持つ。本島を振り回すことが多く、それが結果的に本島を薔薇十字社に関わらせる事態になっている。
羽田 隆三（はた りゅうぞう）
羽田製鐵の会長兼取締役顧問。年齢には似付かわしくない生臭い趣味嗜好を持つ俗物であり、極悪人ではないが一筋縄では行かない好色で脂ぎった喰えない老人。『絡新婦の理』で名前が出た織作伊兵衛の弟。シリーズ本編では『塗仏の宴』に登場している。
自分と繋がりのあった銀信閣や加々美興業、鳳凰組が榎木津によって潰されたことに苛立ち、八つ当たりで困らせようと益田と本島を犯罪者に仕立て上げるべく策を巡らせる。
※他にもシリーズ本編からは、木場修太郎、青木文蔵、中禅寺敦子、鳥口守彦、木下圀治、別のスピンアウト作品である『今昔続百鬼――雲』から沼上蓮次などが登場する。

## 五徳猫 薔薇十字探偵の慨然
招き猫のことで近藤と揉めた本島は、どちらが正しいか解明するために豪徳寺に出向いた。そこに居た見知らぬ娘から思いもかけず「榎木津」の名を聞く。娘の連れの女性は化け猫のことで悩んでいると言い、話を聞いて面白がった榎木津が調査依頼を引き受けることとなった。　（『小説現代2001年5月増刊号メフィスト』掲載）

### 登場人物
梶野 美津子（かじの みつこ）
小池宗五郎の家の住み込みの下女。下代田にある小池家の屋敷で住み込みで奉公している。29歳だが十人並みの地味な面相の所為かもっと年上に見える。
4人兄弟の末っ子だが、大正の震災で長兄を亡くして、父も大火傷を負い昭和4年、5歳の時に死亡、次兄は7歳の時に勤めていた工場の事故で大怪我を負い、法外な損害賠償の支払いを要求されて過労死、祖母も亡くなり土地財産の殆どを処分して、昭和17年には近隣の養蚕農家へ嫁いだ姉が戦時体制への突入の煽りを受けて一家心中している。
9歳で女衒に買われ、芸妓としても娼婦としても物にならなかったので小池家の奉公人になり、昭和18年に倒れて危篤になった母の治療費を送金して医者を世話して貰う代わりに一生奉公する契約を結ぶ。売られる前に交わした約束通り20年ぶりに会いに行った母に追い返され、その直前に不審な猫を見かけたことから、母に疑念を抱く。悩んだ末、セツの仲介で薔薇十字探偵社へ調査を依頼する。
奈美木 セツ（なみき せつ）
『絡新婦の理』で、織作家の家政婦として登場していた快活な娘。早口で善く喋り、最後まで話を聞かない癖に頭から信じてしまう粗忽者。池尻にある信濃家の屋敷で下働きの家政婦をし、住込だった織作邸での事件のトラウマから、下代田にある叔母の家に下宿して通いで仕事をしている。仕事を通じて交流を持った美津子の心配をして労を取る。
梶野 ろく（かじの ろく）
美津子の老母。旧品川県弥彦村（現八王子）で代々細々と生糸作りをしている。久しぶりに会った美津子を、自分の娘ではないと追い返した。
小池 宗五郎（こいけ そうごろう）
花町の渋谷円山町で遊郭「金池郭」を経営している。美津子の雇い主。小池英恵の父。大和田の本家が空襲で焼け、下代田の別邸に移った。
不器用で芸妓としても娼婦としても役に立たなかった美津子を奉公人として雇い、彼女の母が倒れた際には資金援助を行った。一方で美津子が20年ぶりに実家に帰りたいと頼んだ際には、母親の方で情が沸くからと申し出を拒む。
信濃 銑次郎（しなの せんじろう）
渋谷円山町で「銀信閣」を経営している。宗五郎の商売敵でセツの雇い主。信濃カヲルの父。
阿漕な商売で儲けた成り金の守銭奴で、娘が小池英恵を殺害したことで一時商売に打撃を受けていたが、諦めずにしぶとく起死回生を図り、羽田製鐵傘下となり軍需や鉄鋼産業に乗っかって持ち直す。空襲で自分の店だけが焼けたため、4階建てのビルヂングを新築してキャバレーと個室付き浴場に変えた。娘が消えた所為で事件の真相が知れないことに苛立ち、以来夫婦仲は冷え切り、金池郭を目の敵にして、店を潰すためだけに銀信閣に物凄い大金をかけている。
小池 英恵（こいけ はなえ）
宗五郎の娘。10年ほど前に、上田健吉を巡る恋愛トラブルで、信濃カヲルによって健吉と共に殺害された。
信濃 カヲル（しなの かおる）
銑次郎の娘。三角関係の果てに、上田健吉と小池英恵を殺害したあと行方不明になっている。
沼上 蓮次（ぬまがみ れんじ）
中禅寺の友人で、各地の伝承や伝説を蒐集している好事家。「綺譚月報」に掲載が決まった記事について相談するため京極堂を訪れており、居合わせた所為で事件に首を突っ込み坊主役で仕掛けに協力することになる。
片桐（かたぎり）
かつて美津子を引き取った女衒。有楽町で美津子に滅多刺しにされ息を引き取ったと云う。
加藤（かとう）
不動産屋。物凄く普通の雰囲気なので、榎木津や益田と居ると浮いて見える。北九州から上京する小早川家の息子の別邸探しをしている。
上田 健吉（うえだ けんきち）
某大手銀行の頭取の息子で、憲兵隊所属の青年将校。故人。10年前に英恵と交際していたが、三角関係の恋の縺れでカヲルに殺されたとされる。

## 雲外鏡 薔薇十字探偵の然疑
本島は訳も判らずヤクザ者たちに拉致され、空ビルの中に拘束されてしまった。胡散臭い人物の手助けで脱出できたものの、直後にその人物は空ビルで殺害された遺体となって発見されたと知らされる。殺人容疑が本島の身にふりかかろうとしてる状況で、突如、霊感探偵と称する男が現れ、榎木津に真相を暴く勝負をしようと挑戦してきた。　（『e-NOVELS』2001年7月24日～10月16日配信／『週刊アスキー』2001年8月7日号～10月30日号掲載）

### 登場人物
神無月 鏡太郎（かんなづき きょうたろう）
神無月流陰陽道宗家を名乗り、浄玻璃の鏡を使った霊感調査を行うという探偵。細くて切れ長の眼の怪しげで胡散臭い男。服装のセンスは派手で悪趣味で品がなく、恰好をつけようと芝居掛かった仕草しているのが恰好悪く滑稽に見える。関西弁を妙に矯正したような喋り方をする。
化粧品商殺しと窃盗3件、旧日本軍の闇物資横流し事件などの解決に貢献した実績を持つ。心眼探偵との評判の立っている榎木津に勝負を挑む。
各務 次郎（かがみじろう）
加々美興行社長。創業者の息子。前社長の叔父の存命中から全国進出を計画していた野心家で、堅実な叔父とは経営方針で意見が分かれていた。
亡父である前社長派との社内抗争を抱えている。関東進出の足掛かりとして店造りや設計、女給の斡旋まで何かと銀信閣に出資していたため、大暴れして銀信閣を倒産させた榎木津に肚を立て、意趣返しで一味の中で最も凡人な本島を拉致監禁させる。
駿東 三郎（しゅんとう さぶろう）
加々美興行の専務取締役。白髪で短く揃えた口髭を生やす、金持ち然とした身態の初老の紳士。平穏を愛し、何事につけ波風が立つのを嫌うと自称する。前社長派で、新社長の悪呶い遣り口に猛反発している。
神田小川町のビルに拉致監禁された本島を助けるために一芝居打って刺殺される振りをするが、振りのはずが社内抗争のさなか本当に殺害される。
権田 信三（ごんだ しんぞう）
浅草や恵比寿辺りで露店商をしている香具師。半分ほどが白髪の髪の毛を短く刈り、右眉の上に古疵のある、脂ぎった肉厚の顔で不逞不逞しい顔つきの中年男。
本島と間違えられて拉致され、逆上して護身用ナイフで駿東を刺し、窓から脱出したと警察に証言する。

## 面霊気 薔薇十字探偵の疑惑
近藤の部屋に空き巣が入った。しかし盗られたものはなく代わりに覚えのない封印された箱があり、中には面が入っていた。今川は呪いの面のようだと言い、他にも奇妙なところがあると指摘する。榎木津はオニ苛め大会（追儺）がしたいと騒ぎ、一方、益田はとある浮気調査で拙い状況に陥った。 （『小説現代2003年9月増刊号メフィスト』冒頭部分のみ掲載、小説現代2004年5月増刊号メフィスト』掲載）

### 登場人物
鯨岡 勲（くじらおか いさお）
中目黒に住む金属加工会社役員。47歳。重役なので忙しく、あまり家に帰らない。薔薇十字探偵社に妻の奈美の浮気調査を依頼する。
鯨岡 奈美（くじらおか なみ）
鯨岡勲の妻。29歳で夫よりも20歳近く若い。
菊岡 範子（きくおか のりこ）
羽田隆三の別邸の管理人。羽田製鐵の元社長秘書。
山倉 是通（やまくら これみち）
山倉家当主で山倉元男爵の息子。54歳。息子は戦死し、妻と母の3人暮らし。一品ドロの空き巣に家宝の香炉を盗まれ被害届を出す。
大村（おおむら）、高田（たかだ）、土居（どい）
同じく一品ドロの被害者。高田家は刀剣屋、土居家は茶道具屋。大村家からは毘沙門天像、高田家からは刀1振り、土居家からは桃山時代の手鏡が盗難される。
今川 雅澄（いまがわ まさすみ）
榎木津の軍隊時代の部下であった古物商。「待古庵（まちこあん）」店主。
榎木津 幹麿（えのきづ みきまろ）
榎木津礼二郎の父。元子爵。貿易会社を経営している。

## 漫画
志水アキにより漫画化された。『百器徒然袋――雨』に収録されている3作と『百器徒然袋――風』に収録されている「五徳猫 薔薇十字探偵の慨然」までは「コミック怪」で、「雲外鏡 薔薇十字探偵の然疑」「面霊気 薔薇十字探偵の疑惑」の2作は「月刊Asuka」で連載された。

### 書誌情報
角川書店、怪COMICより発売。全6巻
1. 「鳴釜 薔薇十字探偵の憂鬱」 2011年2月24日発行 ISBN 978-4-04-854597-6
2. 「瓶長 薔薇十字探偵の鬱憤」 2011年10月24日発行 ISBN 978-4-04-854700-0
3. 「山颪 薔薇十字探偵の憤慨」 2012年10月24日発行 ISBN 978-4-04-120476-4
4. 「五徳猫 薔薇十字探偵の慨然」 2013年10月24日発行 ISBN 978-4-04-120867-0
5. 「雲外鏡 薔薇十字探偵の然疑」 2014年12月26日発行 ISBN 978-4-04-102295-5
6. 「面霊気 薔薇十字探偵の疑惑」 2015年6月26日発行 ISBN 978-4-04-103413-2